# Chomsk
Chomsk (biał. Хомск) – wieś (dawniej miasteczko) na Białorusi, w obwodzie brzeskim, w rejonie drohiczyńskim.
Siedziba parafii prawosławnej pw. Opieki Matki Bożej.
Miasto magnackie położone było w końcu XVIII wieku powiecie pińskim województwa brzeskolitewskiego.
W II Rzeczypospolitej Chomsk znajdował się w województwie poleskim, w powiecie drohiczyńskim i był siedzibą gminy Chomsk. 

## Historia

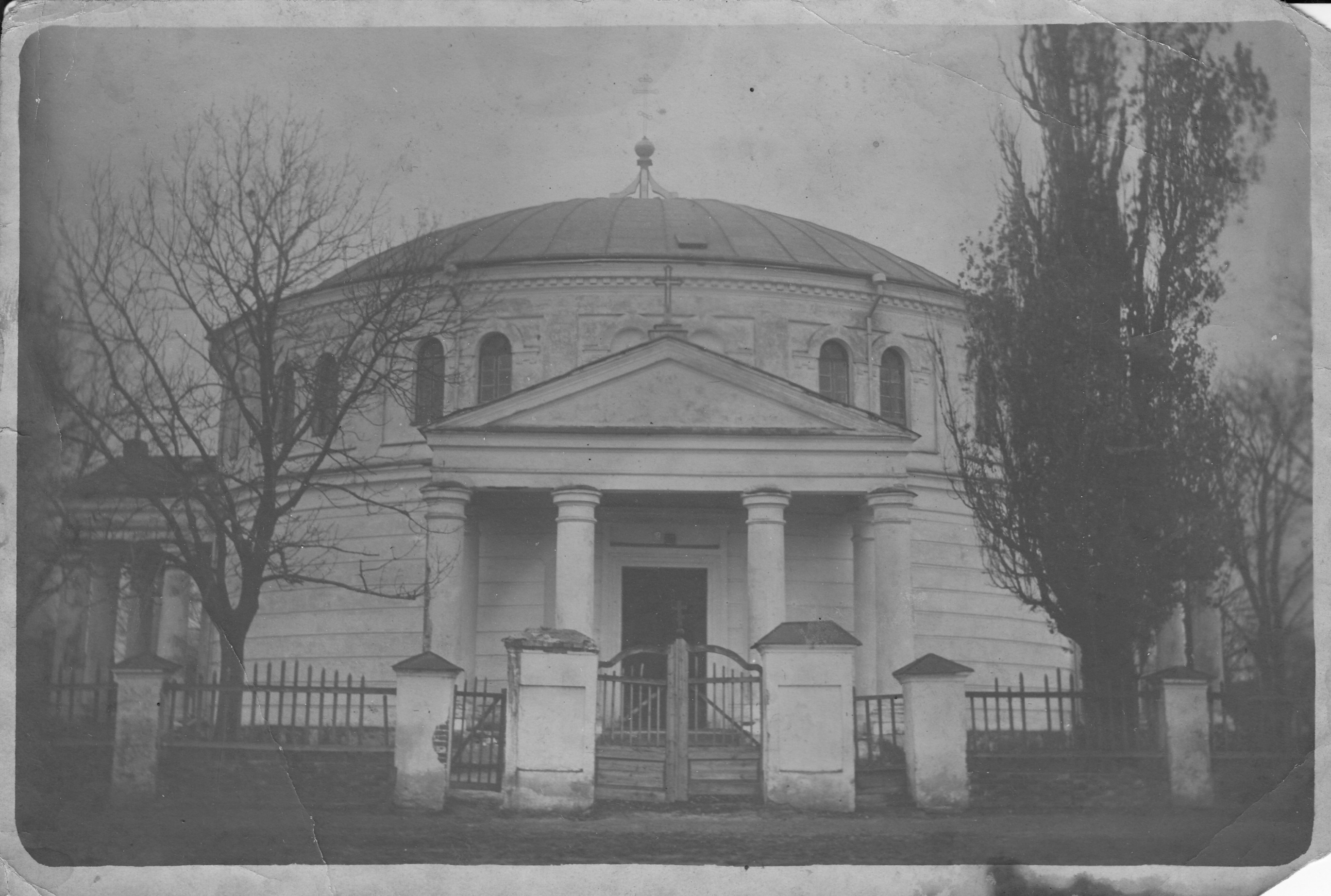
cerkiew oo. Bazylianów

Chomsk był dawniej położony na skrzyżowaniu szlaków handlowych z Wilna na Wołyń i z Pińska do Prużany. Był własnością Naruszewiczów, a potem Dolskich. Jan Karol Dolski ufundował w Chomsku w 1687 cerkiew oo. Bazylianów. Następnie dobra przeszły do Wiśniowieckich i Ogińskich. Pod koniec XVIII wieku Chomsk kupił Wojciech Pusłowski, którego rodzina posiadała te dobra ponad 100 lat. W XIX wieku Pusłowscy ufundowali dwie najokazalsze budowle – klasycystyczną cerkiew w kształcie rotundy oraz synagogę przy rynku.
Wandalin Pusłowski zbudował w Chomsku manufakturę produkująca sukno. W 1820 roku fabryczka otrzymała pierwszą na Polesiu maszynę parową. Wkrótce pracowało w niej 550 osób. 
Po odzyskaniu niepodległości przez Polskę, Chomsk w 1921 roku liczył 1.678 mieszkańców.
W trakcie II wojny światowej Niemcy w dniu 3 sierpnia 1941 roku wymordowali ludność żydowską, która stanowiła około 60% mieszkańców. Następnie w Chomsku zamordowano Żydów z Szereszewa. W dniu 5 lipca 1943 roku Niemcy spalili całą miejscowość i wymordowali wielu mieszkańców. 
Dzisiejszy Chomsk zupełnie zatracił kształt dawnego żydowskiego miasteczka. Na zbiorowej mogile 1300 ofiar kaźni z 2 sierpnia 1941 roku stoi pamiątkowy obelisk.
Około 1972 miejscowe władze zburzyły klasycystyczną cerkiew. Obecnie istniejąca (pw. Opieki Matki Bożej) została zbudowana w 1992 i poświęcona w roku następnym.

## Ludzie
- Wasyl Serafymowycz (wzgl. Bazyli Serafimowicz, ukr. Василь Серафимович, ur. 1893 w Chomsku, zm. w 1969[8]) – nauczyciel, działacz społeczny i polityczny narodowości ukraińskiej, poseł na Sejm III kadencji w II RP z ramienia Bezpartyjnego Bloku Współpracy z Rządem[9][10][11].